# バットマン/マスク・オブ・ファンタズム
『バットマン/マスク・オブ・ファンタズム』（原題：BATMAN: MASK OF THE PHANTASM）は、1993年12月25日にアメリカ合衆国より公開されたアニメーション映画。TVアニメシリーズ『バットマン』によって製作された初のアニメーション映画である。第22回アニー賞で映画部門作品賞にノミネートされた（受賞は『ライオン・キング』）。
日本では劇場未公開だがワーナー・ホーム・ビデオより1995年12月7日に『バットマン マスクの怪人』の吹替版タイトルで、1996年8月8日に『バットマン/マスク・オブ・ファンタズム』の字幕版タイトルでそれぞれVHSが発売されている。また、2000年8月11日にワーナー・ホーム・ビデオよりDVDが発売されている。オリジナル劇場予告編など映像特典も収録された。

## ストーリー
正体不明の殺し屋『ファントム』がゴッサムに現れ、マフィア幹部を殺害し始めた。ゴッサム市民はその凶行をバットマンの仕業と誤認してしまう。
ファントムの正体を追う中、ブルースは悲恋の末に別れた恋人アンドレアと再会、バットマンとして活動を始めた十年前の事を追想する。
一方、バットマンの襲撃に怯えるマフィア幹部ヴァレストラはジョーカーと接触し、バットマン殺害を依頼する。
バットマン、ファントム、警察、ジョーカーによる熾烈な戦いが繰り広げられる中、バットマン誕生の秘密とファントムの驚くべき正体が明らかとなっていく。

## 声の出演
| 役名                            | 俳優                                                             | 日本語吹き替え                                                                             |
| ------------------------------- | ---------------------------------------------------------------- | ------------------------------------------------------------------------------------------ |
| バットマン / ブルース・ウェイン | ケヴィン・コンロイ                                               | 玄田哲章                                                                                   |
| アンドレア・ボーモント          | ダナ・デラニー                                                   | 佐々木優子                                                                                 |
| アーサー・リーヴス              | ハート・ボックナー                                               | 牛山茂                                                                                     |
| カール・ボーモント ファントム   | ステイシー・キーチJr.                                            | 小山武宏                                                                                   |
| サルバトーレ・ヴァレストラ      | エイブ・ヴィゴダ                                                 |                                                                                            |
| チャッキー・ソル                | ディック・ミラー                                                 | 稲葉実                                                                                     |
| バズ・ブロンスキー              | ジョン・P・ライアン                                              | 宝亀克寿                                                                                   |
| アルフレッド・ペニーワース      | エフレム・ジンバリストJr.                                        | 北村弘一                                                                                   |
| ジェームズ・ゴードン            | ボブ・ヘイスティングス                                           | 小林修                                                                                     |
| ハーベイ・ブロック              | ロバート・コスタンゾ                                             | 辻親八                                                                                     |
| ジョーカー                      | マーク・ハミル                                                   | 青野武                                                                                     |
| バンビ                          | アーリーン・ソーキン                                             |                                                                                            |
| アナウンサー                    | パット・ムシック                                                 |                                                                                            |
| ブロンスキーの部下              | エド・ギルバート                                                 |                                                                                            |
| 医者                            | ピーター・レナデイ                                               | 天田益男                                                                                   |
| ヘリコプターのパイロット        | ジェフ・ベネット                                                 |                                                                                            |
| ギャング                        | チャールズ・ハワートン                                           |                                                                                            |
| ベロニカ                        | マリル・ヘナー                                                   |                                                                                            |
| 強盗                            | ニール・ロス                                                     |                                                                                            |
| その他                          | ジョーン・ダウンズ ヴァーニー・ワトソン＝ジョンソン トム・ピント | 田原アルノ、田中正彦 永野広一、星野充昭 大黒和広、松谷彼哉 菊池いづみ、佐藤ユリ 栗山微笑子 |
| 日本語版制作スタッフ            |                                                                  |                                                                                            |
| プロデューサー                  |                                                                  | 貴島久祐子（ワーナー・ホーム・ビデオ）                                                     |
| 演出                            |                                                                  | 高橋剛                                                                                     |
| 翻訳※                           |                                                                  | 桜井裕子（字幕） 市橋正浩（吹替）                                                          |
| 編集                            |                                                                  | オムニバス・ジャパン                                                                       |
| 調整                            |                                                                  | 金谷和美 阿部佳代子                                                                        |
| 制作                            |                                                                  | ワーナー・ホーム・ビデオ 東北新社                                                          |

※VHSおよびLDでは、日本語吹き替え版翻訳を桜井裕子と表記（カートゥーンネットワーク放送時も同様）。日本語字幕版は不明。

## スタッフ
- 監督 - エリック・ラドムスキ、ブルース・W・ティム
- ストーリー原案 - アラン・バーネット
- 脚本 - アラン・バーネット、ポール・ディニ、マーティン・パスコ、マイケル・リーヴス
- キャラクターデザイン - チェンイ・チン、マイケル・ディーデリッヒ、クレイグ・ケルマン、グレン・ムラカミ、デクスター・スミス、ブルース・W・ティム
- ビークル&プロップデザイン - トリッシュ・ブルジオ、ジョナサン・フィッシャー、シェイン・ポインデクスター
- ストーリーボード - トロイ・アドマイティス、ブッチ・ルーキッチ、ケヴィン・アルティエリ、ダグ・マーフィー、グレッグ・デビッドソン、フランク・パウル、ロナルド・デル・カルメン、ブラッド・レイダー、ジョー・デントン、ダン・リバ、カート・ゲーダ、ジェフ・スノウ、マイケル・ゴーゲン、ブルース・W・ティム、ボイド・カークランド、マーク・ウォレス
- 演出 - ケヴィン・アルティエリ、ボイド・カークランド、フランク・パウル、ダン・リバ
- スーパーバイジングタイミングディレクター - ジェームズ・ティム・ウォーカー
- 海外側アニメーション監修 - リック・マーチン
- アニメーションディレクター
  - 東洋動画 - キム・セウォン、サン・ヤンファン、キム・チャンホ、リー・スンヒ
  - スペクトル・アニメーション - 鈴木幸雄、岡豊、高橋昇
- 背景スタイリング - エリック・ラドムスキ
- 背景デザイン監修 - テッド・ブラックマン
- 海外側背景監修 - ドン・シュウェイカート
- 編集 - アル・ブレイテンバッハ
- キャスティング・音声監督 - アンドレア・ロマーノ
- 音楽 - シャーリー・ウォーカー
- プロダクションマネージャー - ヘイブン・アレクサンダー
- アニメーションプロデューサー
  - 東洋動画 - チョン・ミョンオク、ソ・キス
  - スペクトル・アニメーション - 福田紀夫
- プロデューサー - ベンジャミン・メルニカー、マイケル・ウスラン
- 共同プロデューサー - アラン・バーネット、エリック・ラドムスキ、ブルース・ティム
- 製作総指揮 - トム・ルーガー
- アニメーション制作 - ワーナー・ブラザース・アニメーション
- アニメーション制作協力 - 東洋動画、スペクトル・アニメーション
- 製作著作 - ワーナー・ブラザース